# Maison communale de Laeken de la rue des Palais Outre-Ponts
Ne doit pas être confondu avec Hôtel communal de Laeken.
La maison communale de Laeken de la rue des Palais Outre-Ponts est située sur la rue des Palais Outre-Ponts à Laeken et a été construite entre 1860 et 1861.

## Description
Elle est de style néoclassique en pierre blanche avec des moulures en pierre bleue.

## Histoire
Elle a été construite entre 1860 et 1861 par l'architecte Louis Spaak. Elle fait suite à deux autres maisons communales, la première, rue de l'église, aujourd'hui englobé dans le cimetière de Laeken et la deuxième dans la Maison du Saint-Esprit, un ancien hospice pour vieillard. En 1912, elle est remplacée par l'hôtel communal de Laeken, place Émile Bockstael.